# Apollokylix
De Apollokylix  is een kylix, een ondiepe drinkschaal, uit ongeveer 470 - 480 v. Chr. De schaal werd gevonden in Delphi en maakt onderdeel uit van de collectie van het archeologisch museum in die plaats.

## Beschrijving
De kylix is vervaardigd uit klei en is een goed voorbeeld van de witgrondige roodfigurige techniek, een gespecialiseerde methode van Atheense vaasschilderkunst die zich rond 500 v. Chr. in Attica ontwikkelde. Bij deze techniek wordt de vaas eerst bedekt met een lichte, witte sliblaag van kaolien, waarop vervolgens de figuren worden geschilderd met behulp van de roodfigurige methode. Omdat het beschilderde oppervlakte kwetsbaarder was voor slijtage, werden witgrondige kylikes vaak gebruikt als votiefgaven of als onderdeel van begrafenisrituelen, zoals het gieten van libaties voor de doden. De Apollokylix werd ontdekt in een graf, waarschijnlijk van een priester, op de plek waar later het archeologisch museum werd gebouwd.  
De binnenzijde (tondo) van de kylix toont de zittende god Apollo, aan wie de cultus in Delphi gewijd was. Hij is afgebeeld met een wit mouwloos chiton, vastgemaakt bij de schouders, een rood himation (mantel) dat om zijn onderlichaam is gewikkeld, en sandalen. Zijn haar versierd met een krans van mirte of laurier. Apollo zit op een elegante kruk (diphros) waarvan de poten eindigen in leeuwenklauwen. In zijn linkerhand houdt hij een zeven-snarige lier, vastgemaakt met een rode leren riem. De klankkast van de lier is gemaakt van een schildpad. Met zijn rechterhand giet hij een libatie uit een ondiepe schaal. Deze voorstelling houdt verband met de tweede hymne aan Apollo, waarvan een vers was gegraveerd op de zuidelijke muur van de schatkamer van de Atheners in Delphi: "Zing voor de goudharige Pythios die ver mikt met zijn boog en pijl en mooi de lier bespeelt". 
Tegenover Apollo bevindt zich een zwarte vogel, waarvan de betekenis onderwerp is van wetenschappelijke discussie. De vogel wordt vaak geïnterpreteerd als een orakelvogel, een verklaring die goed past bij Apollo's rol als god van de profetie en de locatie Delphi, het centrum van het beroemdste orakel van de oudheid. Een andere interpretatie legt een verband met de mythe van Coronis, de dochter van koning Phlegyas, met wie Apollo een liefdesaffaire had. Volgens Ovidius bracht een oorspronkelijk witte raaf Apollo het nieuws van Coronis' ontrouw. In zijn woede doodde Apollo zowel Coronis als de raaf, waarna hij de raaf als straf voor zijn roddel zwart maakte. 
Het is niet met zekerheid te zeggen wie de Apollokylix gemaakt heeft. Als mogelijke maker zijn de Pistoxenos-schilder, de Berlijnse schilder en Euphronios voorgesteld.

## Afbeeldingen

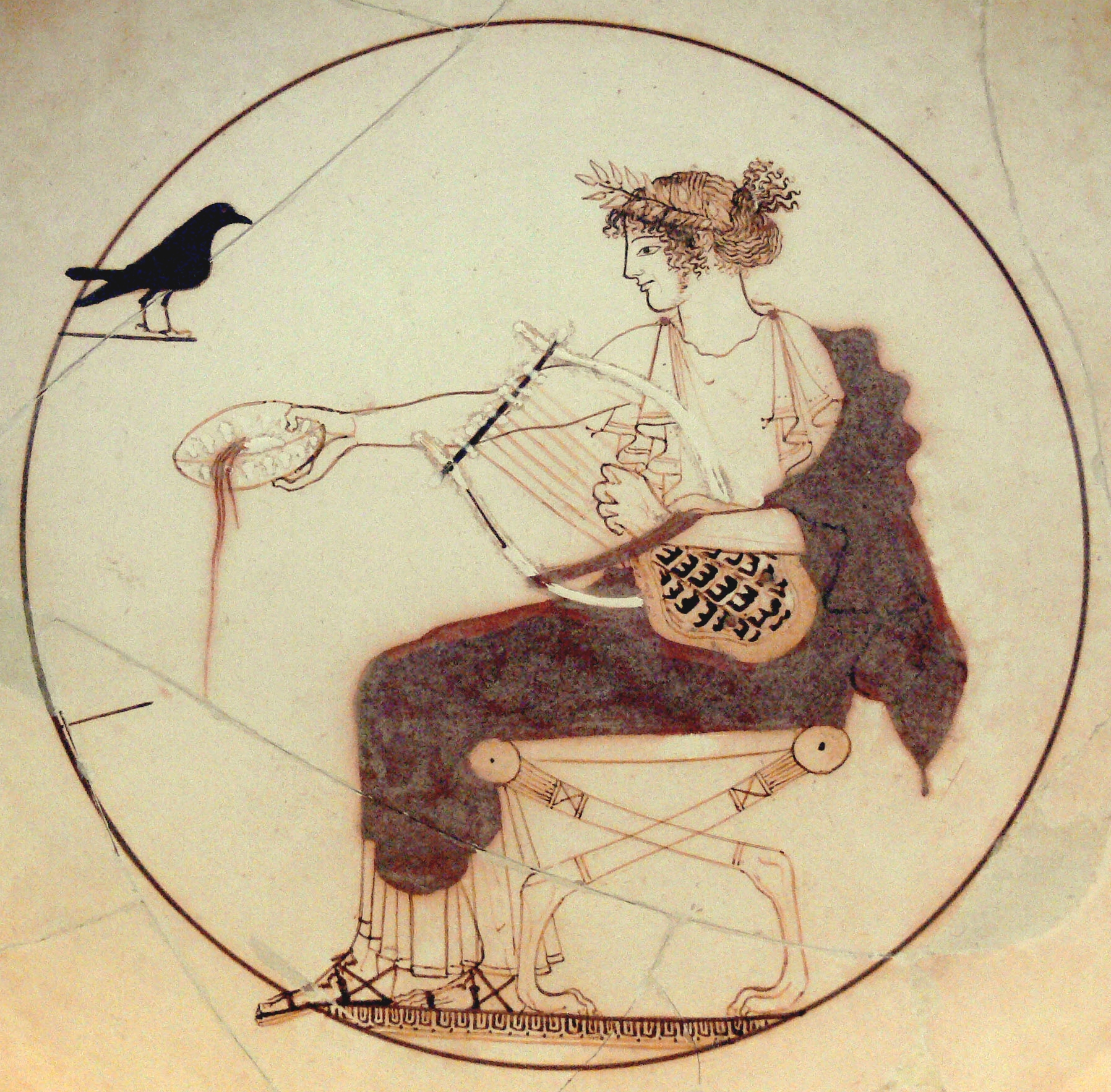
Detail
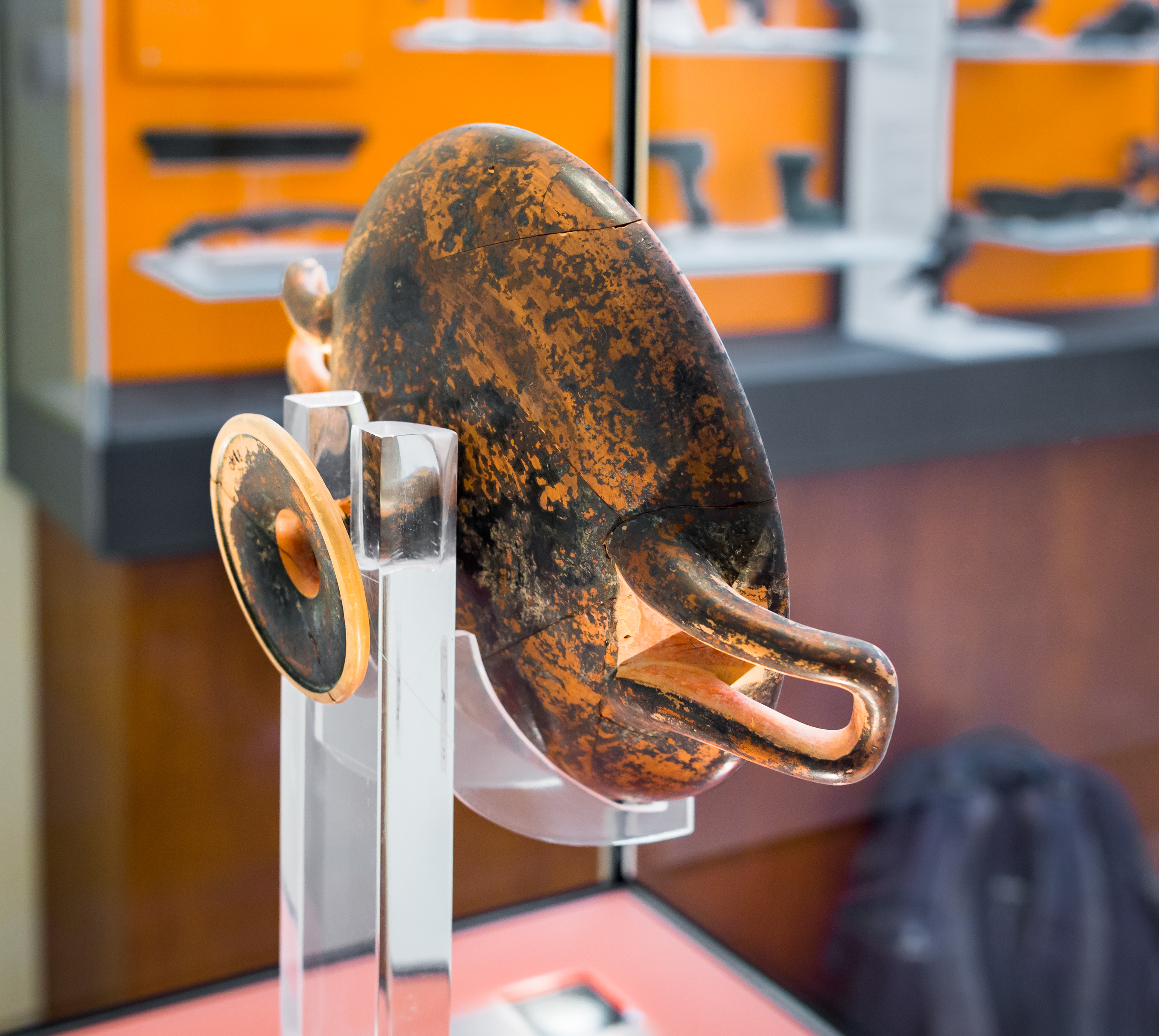
Onderzijde